# Эстран
Эстран — насыщенный тетрациклический углеводород, относящийся к группе стероидов c 18-ю углеводородными атомами.  
Стероиды, основанные на структуре "эстран", включают в себя такие важные классы соединений, как эстрогены (женские половые гормоны), андрогены (мужские половые гормоны) и глюкокортикоиды (гормоны надпочечников). Эти стероиды играют существенную роль в регуляции различных биологических процессов, таких как развитие половых характеристик, иммунологические ответы и обмен веществ. 

## Строение
В основе скелета эстрана лежит структура гонана (стерана) с метильной группой у С-13.
Структура эстрана является основой для гормонов эстрогенного ряда (эстрона, эстриола, эстрадиола и др.), содержит 18-углеродные атомы, расположенные в четыре кольца. Существует два изомера: 5α-эстран и 5β-эстран.

5α-Эстран
5β-Эстран

## Цитоксическое действие производных эстрана на клеточные линии рака
Было проведено исследование влияние 36 различных производных эстрана на пролиферацию восьми клеточных линий рака молочной железы, эндометрия и яичников и соответствующих трех контрольных клеточных линий. Его результаты позволяют предположить, что отдельные производные эстрана имеют эффективное цитотоксическое действие на клеточные линии рака и являются потенциальными ведущими соединениями для разработки лекарств. 